# فيكي بول
فيكي بول (بالإنجليزية: Vicki Poole)‏ هي دبلوماسية نيوزيلندية، ولدت في القرن العشرين.